# Desetizub přeslenitý
Desetizub přeslenitý (Decodon verticillatus) je rostlina z čeledi kyprejovité a jediný druh rodu desetizub. Je to polokeř s obloukovitými stonky a přeslenitými kopinatými listy, poněkud připomínající kyprej. Květy jsou nápadné, purpurové, s dlouhými tyčinkami. Druh se vyskytuje na vlhkých stanovištích ve východní polovině Severní Ameriky. Často se množí vegetativně a vytváří klonální porosty.

## Popis
Desetizub přeslenitý je vytrvalý polokeř dorůstající výšky asi 1,2 metru, zřídka více. Jednotlivé stonky jsou obloukovitě převisavé, až 3 metry dlouhé a většinou nevětvené. Mají polodřevnatou bázi a každoročně na zimu odumírají. Ponořené části rostliny jsou ztlustlé. Listy jsou jednoduché, kopinaté, celokrajné, krátce řapíkaté, 5 až 20 cm dlouhé a 1 až 5 cm široké, v přeslenech po 3 nebo 4. Čepel listů se k oběma koncům pozvolna zužuje, na líci je hladká, na rubu chlupatá. Květy jsou purpurové, poměrně velké, většinou pětičetné, uspořádané v hustých úžlabních svazečcích. Kalich je miskovitý. Koruna je složena ze 4 až 7 volných, svraskalých lístků. Tyčinek je 8 až 10, mají dlouhé purpurové nitky a bělavé prašníky. Plodem je kulovitá tobolka obsahující mnoho semen.

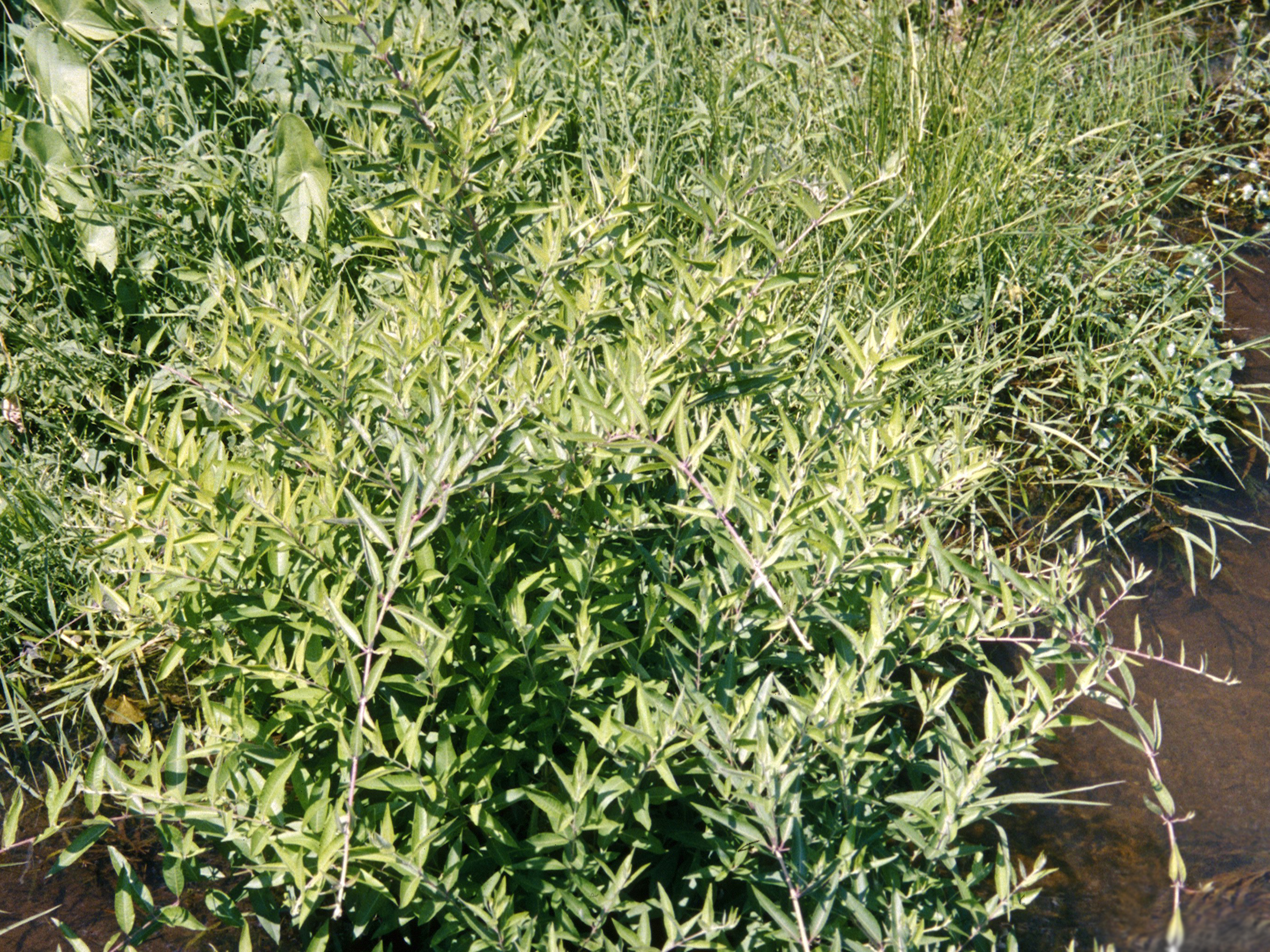
Desetizub přeslenitý na přirozeném stanovišti
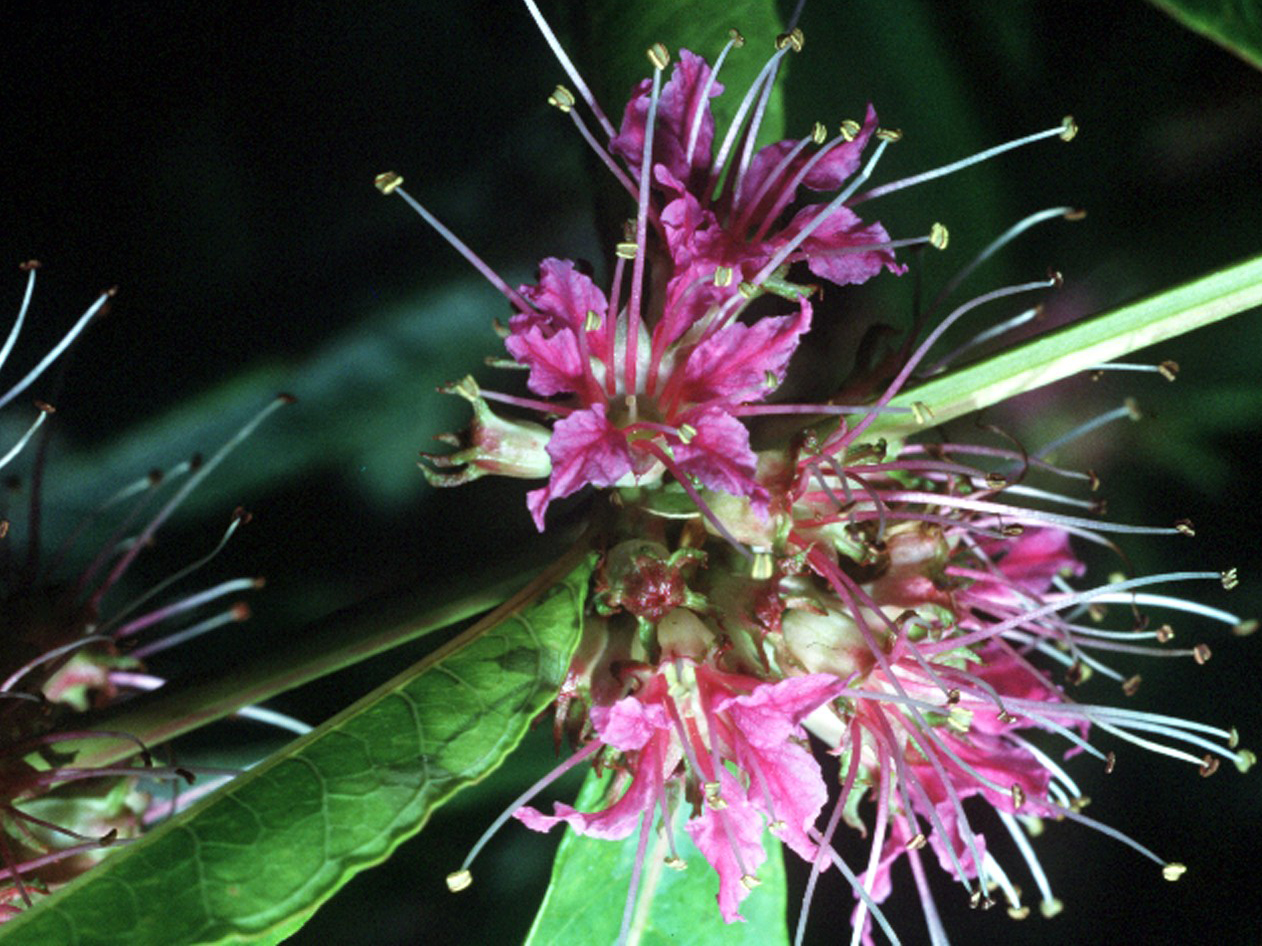
Detail květenství

## Rozšíření
Desetizub je rozšířen ve východní polovině Severní Ameriky od kanadských států Ontario a Québec po střední Floridu a Texas.
Je to vlhkomilná rostlina, rostoucí v mokřadech a močálech a na okrajích stojatých a pomalu tekoucích vod na bahnitých, rašelinných nebo písčitých půdách.

## Ekologické interakce
Květy desetizubu jsou schopny samoopylení, kterému zabraňuje tristylie. Opyluje je různý hmyz, zejména včely, čmeláci a otakárci. Rostliny se na stanovištích intenzivně vegetativně množí prostřednictvím odnoží a vytvářejí klonální porosty. Na koncích větví ponořených do vody nebo ležících na zemi se vytvářejí adventivní kořeny, po podzimním opadu listů větve odumírají a nová rostlinka se osamostatní. Mladé rostliny se také šíří vodním proudem. V severní části areálu vegetativní rozmnožování převažuje nad pohlavním. V ponořených částech stonků se vytváří řídké houbovité pletivo, aerenchym, usnadňující pronikání kyslíku a oxidu uhličitého do kořenů a spodních částí stonku.
Desetizub je živnou rostlinou housenek některých druhů motýlů, zejména dlouhozobky Darapsa versicolor a můry Eudryas unio. Ve stoncích se vyvíjejí housenky můr Papaipema sulphurata a P. cataphracta. Plody vyhledávají jako potravu různé druhy kachen.

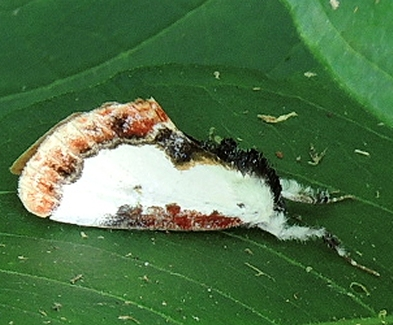
Můra Eudryas unio
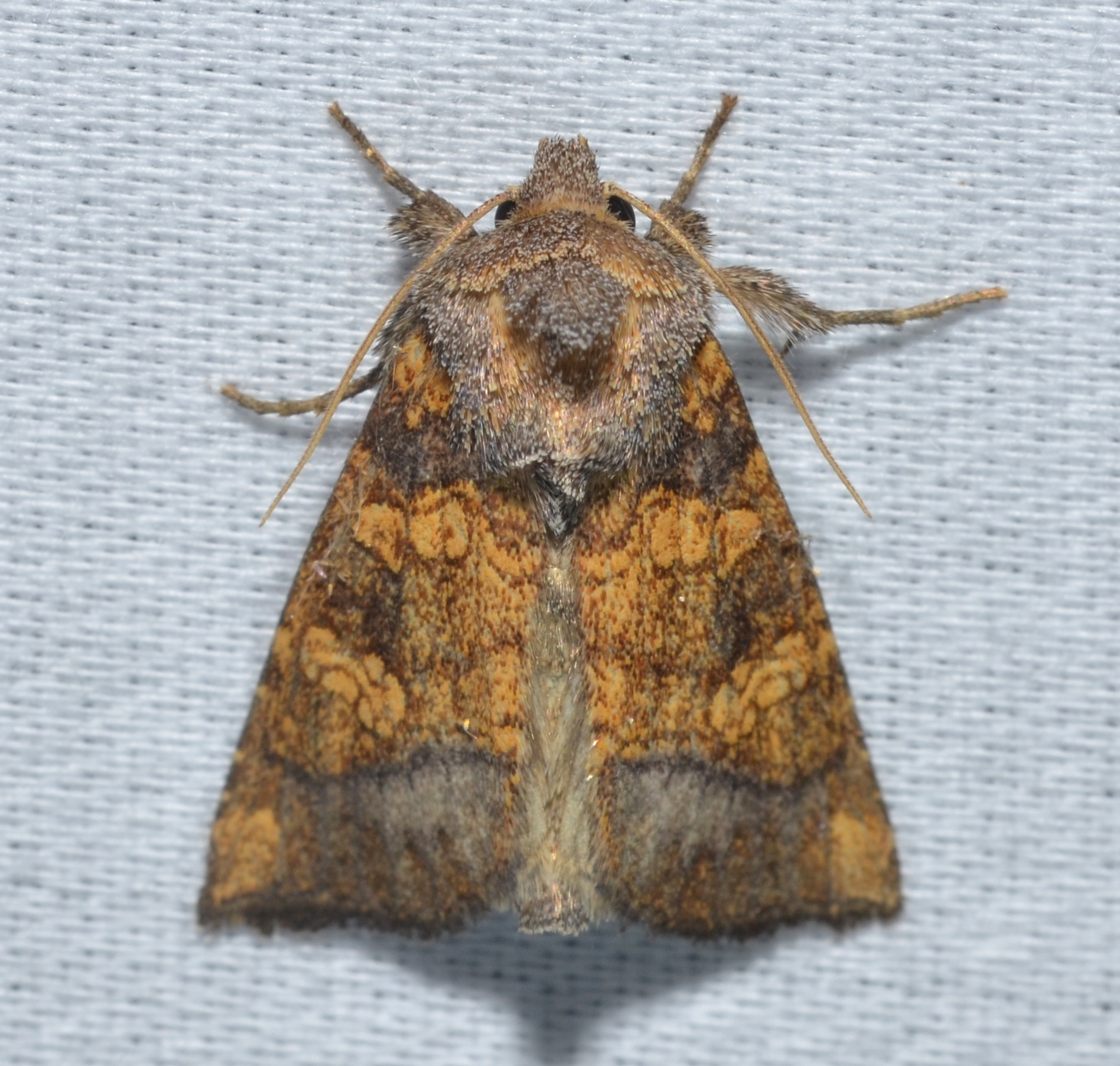
Můra Papaipema cataphracta

## Prehistorie
Z Britské Kolumbie jsou známy fosilní plody, semena, stonky a kořeny druhu †Decodon allenbyensis eocenního stáří. Fosilní plody desetizubu jsou známy ze Severní Ameriky (období eocénu), Evropy (eocén až pliocén) a Asie (oligocén a miocén).